# Ладешичі
45°29′ пн. ш. 15°23′ сх. д. / 45.48° пн. ш. 15.38° сх. д.
Ладешичі (хорв. Ladešići) — населений пункт у Хорватії, у Карловацькій жупанії у складі громади Нетретич.

## Населення
Населення за даними перепису 2011 року становило 28 осіб.
Динаміка чисельності населення поселення: